# X-Men: Children of the Atom
X-Men: Children of the Atom (エックス・メン チルドレン オブ ジ アトム?, Ekkusu Men Chirudoren obu ji Atomu) è un videogioco arcade prodotto dalla Capcom e distribuito sul sistema arcade CPS-2 nel 1994. È il primo picchiaduro prodotto dalla Capcom utilizzando dei personaggi licenziati dalla Marvel Comics, utilizzando il design ed i doppiatori della serie a cartoni animati Insuperabili X-Men del 1992.
Inizialmente una versione per Sega Saturn è stata pubblicata dalla Capcom in Giappone il 22 novembre 1995, che è stata pubblicata in America del Nord ed Europa dalla Acclaim pochi mesi dopo, sviluppata dalla Rutubo Games. Una versione per PlayStation e per DOS è stata distribuita in America ed Europa nel 1997. Entrambe le conversioni del gioco sono state sviluppate dalla Probe Entertainment e pubblicate dalla Acclaim. Le versioni casalinghe permettevano ai giocatori di giocare con i personaggi di Magneto e Fenomeno nella modalità a due giocatori utilizzando dei cheat.
Il picchiaduro è incluso nella raccolta Marvel vs. Capcom Fighting Collection: Arcade Classics per PlayStation 4, Nintendo Switch e personal computer.

## Modalità di gioco
Il gameplay di Children of the Atom è simile a Street Fighter II e The Night Warriors.

### Personaggi
X-Men
- Colosso
- Ciclope
- Uomo Ghiaccio
- Psylocke
- Tempesta
- Wolverine

Nemici
- Omega Red
- Sentinella
- Silver Samurai
- Spirale
- Fenomeno (Boss)
- Magneto (Boss finale)

Personaggi segreti
- Akuma[3]

## Sviluppo
Lo sviluppo del gioco è stato portato avanti parallelamente a Marvel Super Heroes (1995).